# 나카야마 마사토
나카야마 마사토(일본어: 中山 仁斗, 1992년 2월 6일 ~ )는 일본의 축구 선수이다.

## 구단 경력
그는 2014년부터 2024년까지 J리그의 가이나레 돗토리, 레노파 야마구치 FC, 몬테디오 야마가타, 주빌로 이와타, 미토 홀리호크, 베갈타 센다이에서 활동하였다.